# Cladonia ahtii
Cladonia ahtii är en lavart som beskrevs av S. Stenroos. Cladonia ahtii ingår i släktet Cladonia och familjen Cladoniaceae.   Inga underarter finns listade i Catalogue of Life.